# 五条诏书
五条诏书是西晋时晋武帝于泰始四年（268年）向郡国颁布的一道意在申饬地方吏治的诏书，因诏书有五条，故得名“五条诏书”。该诏书被后代的北齐与萧梁沿用为元会时的礼仪性诏书。

## 内容
五条诏书内容最早见于《晋书》，内容为：「十二月，班五條詔書於郡國：一曰正身，二曰勤百姓，三曰撫孤寡，四曰敦本息末，五曰去人事」。但是由于晋书记事太简，西晋时期完整的五条诏书已不可见，仅有《隋书》载有北齐五条诏书。有学者将北齐五条诏书与2003年郴州苏仙桥出土的西晋简牍中的五条诏书残文相比对后，认定北齐五条诏书就是西晋五条诏书。《隋书》原文如下：
|               | 一曰，政在正身，在愛人，去殘賊，擇良吏，正決獄，平徭賦。 二曰，人生在勤，勤則不匱，其勸率田桑，無或煩擾。 三曰，六極之人，務加寬養，必使生有以自救，沒有以自給。 四曰，長吏華浮，奉客以求小譽，逐末捨本，政之所疾，宜謹察之。 五曰，人事意氣，干亂奉公，外內溷淆，綱紀不設，所宜糾劾。 |
| ——隋书·礼仪志 | |

## 影响
西晋五条诏书在当时虽然只是成为了上计吏戒敕的一个新范本，仅仅成为礼仪性行政文本。但在后世，西晋五条诏书成为西魏时苏绰制定六条诏书这一行政纲领的依据。